# Nadia Blel
Nadia Georgette Blel Scaff (Cartagena de Indias, 11 de agosto de 1981) es una abogada y política colombiana. Es senadora de la república desde el año 2014 elegida tres veces consecutivas representando al Partido Conservador. En el año 2022 obtuvo la más alta votación de su partido. Desde el 25 de julio de 2024 es la presidenta del Partido Conservador.En mayo de 2025 fue seleccionada por la revista Forbes  como una de las 100 mujeres más poderosas de Colombia.
Durante los 10 años que se ha desempeñado como congresista, la senadora Nadia Blel ha sacado adelante decenas de leyes de la República, de las cuales 7 son de su autoría, en 9 se desempeñó como coordinadora ponente y el resto han sido en coautoría. 
Algunas de sus leyes más importantes fueron la normativa que prohíbe el asbesto en todo el país y la que creó el registro de abusadores sexuales. 
Ha sido elegida en 3 oportunidades presidenta de la Comisión Séptima del Senado, la comisión encargada de los temas sociales vitales para los colombianos como la salud, el trabajo, la vivienda, el deporte entre otros. Allí se destacó por oponerse al trámite de la reforma laboral en 2025 que buscaba reconocer a los trabajadores derechos como recargos nocturnos y horas extras.
La senadora ha realizado numerosos debates de control político, ponencias y presentado proyectos de ley como autora, en temas relacionados con salud, seguridad social, mujeres, infancia, medio ambiente y economía familiar. 

## Biografía
Nació en la ciudad de Cartagena. Hija de Anyelina Scaff Wejbe, y del cuatro veces senador Vicente Blel Saad. Su hermano Vicente Antonio asumió en 2020 como gobernador de Bolívar.
Su familia vivió momentos difíciles en 2010 cuando su padre Vicente fue condenado a siete años de cárcel por el delito de concierto para delinquir agravado por el caso de la parapolítica debido a sus vínculos con las AUC. Algunos medios de comunicación señalaron que Nadia Blel fue la heredera del caudal electoral de su padre. La senadora ha dicho que es autónoma y hace caso omiso a descalificaciones personales.
Incursionó en la política como concejal de Cartagena en el periodo de 2001-2003 y luego se desempeñó como Asesora de Despacho en la Gobernación del Departamento de Bolívar, donde impulsó proyectos culturales como el Festival de Jazz en Mompox y el I Festival de Bandas en Bolívar.[cita requerida]
Se ha desempeñado como auxiliar ad honorem de la Corte Constitucional, analista jurídico de la Central de Inversiones S.A. y gerente de Operaciones en la Organización de Apoyo Turístico S.A. (OAT).[cita requerida]

### Estudios
Estudió derecho en la Universidad Externado de Colombia, realizó una especialización en Gerencia de Empresas Comerciales de la Universidad del Norte (Colombia) y estudió una maestría en Ciencias Jurídicas de la Universidad Pompeu Fabra de España. Además, ha realizado estudios de Comunicación Política y Campañas Electorales en la Universidad Complutense de Madrid, de Gerencia Empresarial en la Universidad Tecnológica de Bolívar y Mercadeo Relacional en la Universidad del Rosario de Bogotá.
En el año 2019 fue escogida para representar a Colombia en el programa de formación de la Fundación Eisenhower con el fin de fortalecer sus capacidades profesionales a partir de actividades académicas y experienciales con decenas de expertos en materias económicas, sociales y ambientales.  
Así mismo, ha participado en diversos congresos de formación para emprendedores. 
Desde el año 2018 es miembro de la Red de Mujeres de la Unión de Partidos Latinoamericanos (UPLA).

### Senadora de la República
En 2014 fue elegida como Senadora de la República por el Partido Conservador Colombiano y reelegida en el año 2018 y 2022. 

Se ha destacado por presentar iniciativas enfocadas en la protección del medio ambiente, la mujer y la infancia. Como la Ley Ana Cecilia Niño (#ColombiaSinAsbesto) que prohíbe desde el 2021 el uso del Asbesto en todo el territorio nacional, con el fin de preservar la vida y la salud de todos colombianos frente a los riesgos que representa la exposición a este cancerígeno material.

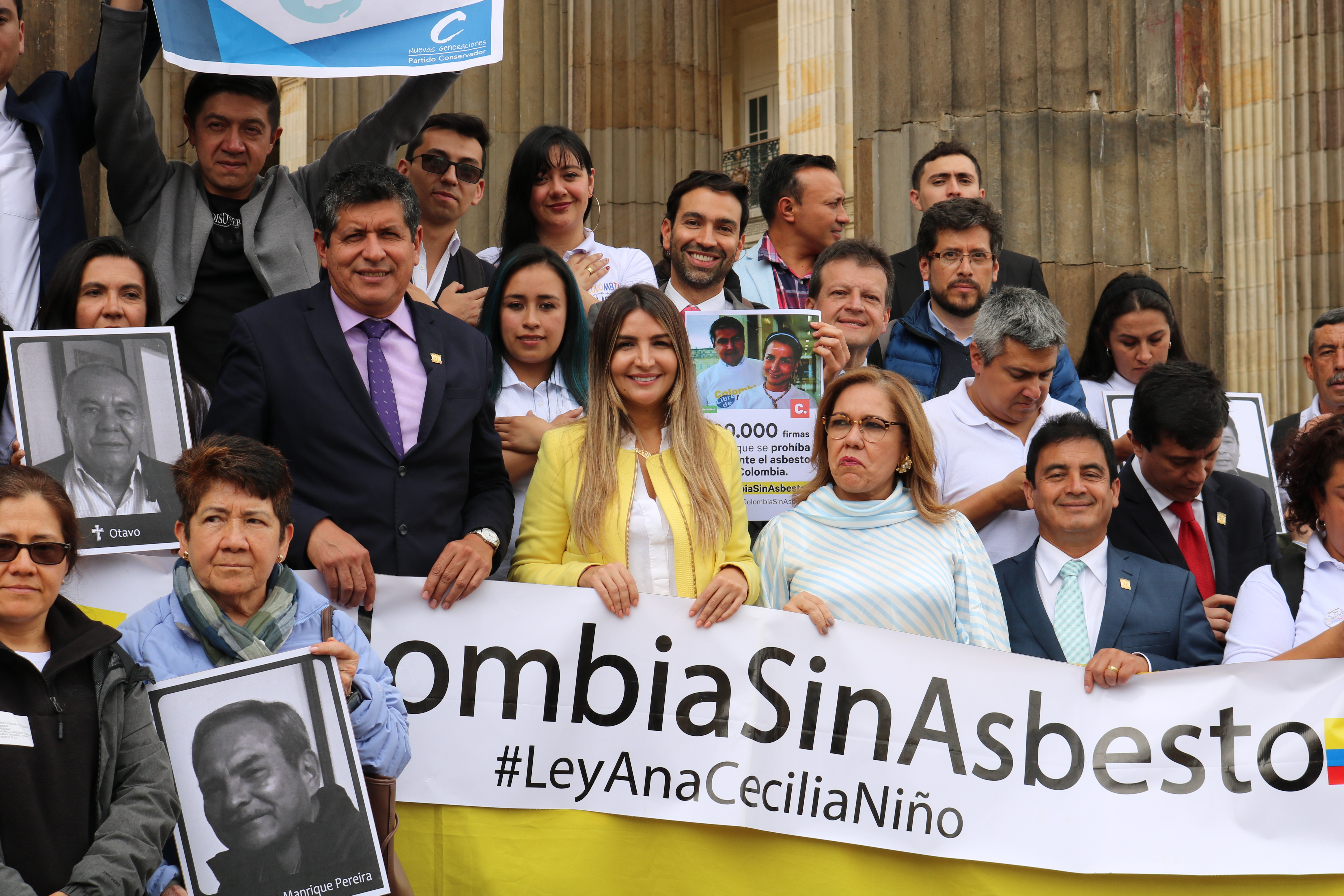
El 11 de junio de 2019, el Congreso de la República aprobó la prohibición del asbesto en Colombia

Es también autora de la Ley 1918 de 2018, la cual creó el Registro de Abusadores Sexuales e inhabilita a ocupar cargos que tengan relación directa con niños, niñas y adolescentes a personas que han sido condenadas por delitos sexuales contra menores de edad.
El 27 de julio de 2020 el presidente Iván Duque sancionó y promulgó su tercera ley, a partir de la cual se reglamenta el uso del plomo en el país y se evita la intoxicación por este elemento, especialmente en los niños.
En enero de 2022 se sancionaron dos leyes más de su autoría: la ley de parques de integración, la cual crea y adecúa estos espacios de recreación para garantizar la accesibilidad plena a los niños con discapacidad, y la ley que prioriza a las mujeres víctimas de violencia para que puedan acceder a los subsidios de vivienda otorgados por el Gobierno. 
El Gobierno Nacional en julio de 2022 sancionó su sexta iniciativa: la Ley Jerónimo, con la cual se crea el Registro Nacional Único de Células Madre y permite que los pacientes con cáncer encuentren un donante compatible a nivel nacional o internacional, eliminando barreras como el alto costo y el tiempo.
Finalmente, el 12 de julio de este año, la ley de entornos seguros, que complementa y pone en funcionamiento el registro de abusadores sexuales, fue sancionada por el presidente de la República. 
Actualmente se espera la sanción presidencial de la normativa con la que se busca crear medidas para prevenir y erradicar la violencia política contra las mujeres y la ley que creará herramientas legales para proteger a los compradores en línea. 
Igualmente ha sido coautora de leyes como la que prohíbe el uso del castigo físico contra niñas, niños y adolescentes y la cadena perpetua para abusadores y asesinos de niños. Asimismo, impulsó como coautora la iniciativa que creará los consultorios psicológicos comunitarios y el proyecto de ley: kit mamá cuentas conmigo, los cuales se encuentran a la espera de su sanción presidencial.
Actualmente gestiona en el Congreso varias iniciativas a favor de la salud, el medio ambiente, la economía familiar, los derechos de las mujeres y niños, entre otros temas de interés para los colombianos entre los que se destacan:
-Licencia de Maternidad para mujeres en servicio militar voluntario.
-Medidas para reconocer, prevenir y sancionar violencia vicaria
-Retiro de cesantías para proyectos de emprendimiento de mujeres y jóvenes
-Regulación del cobro de derechos de grado

## Reconocimientos
Concejo Distrital de Santiago de Cali
| Año  | Galardón | Resultado |
| ---- | --- | --------- |
| 2024 | Medalla Santiago de Cali en grado Cruz Oro, en reconocimiento a su carrera política y sus logros legislativos | Ganadora  |

Asociación Nacional de Empresarios de Colombia ANDI -Seccional Bolívar-
| Año  | Galardón                                                     | Resultado |
| ---- | ------------------------------------------------------------ | --------- |
| 2024 | Reconocimiento a su labor legislativa y trayectoria política | Ganadora  |

Instituto de Ciencias Forenses, la Organización de Abogados y Odontólogos de México.
| Año  | Galardón | Resultado |
| ---- | --- | --------- |
| 2022 | En reconocimiento a la labor realizada desde la Comisión VII en defensa de la salud y los derechos de las mujeres | Ganadora  |

Fundación Especial del Medio Ambiente Funema
| Año  | Galardón | Resultado |
| ---- | --- | --------- |
| 2019 | Medalla Verde Internacional En reconocimiento al trabajo desarrollado en pro de la conservación del medio ambiente | Ganadora  |

Premios Polítika
| Año  | Galardón          | Resultado |
| ---- | ----------------- | --------- |
| 2019 | Mejor Congresista | Ganadora  |

Fundación Especial para la mujer y la niñez FEMYNA y Sociedad Colombiana de Prensa y Medios de Comunicación(SCP)
| Año  | Galardón                                         | Resultado |
| ---- | ------------------------------------------------ | --------- |
| 2017 | Orden al mérito social colombiano Antonia Santos | Ganadora  |

Directorio Nacional Conservador
| Año  | Galardón                                    | Resultado |
| ---- | ------------------------------------------- | --------- |
| 2015 | 'Medalla de oro Bertha Hernandez de Ospina' | Ganadora  |

Fundación mujer Bolívar y programa de mujer a mujer
| Año  | Galardón                | Resultado |
| ---- | ----------------------- | --------- |
| 2015 | Mujer Bolívar 2015-2016 | Ganadora  |